# Живопись Непала

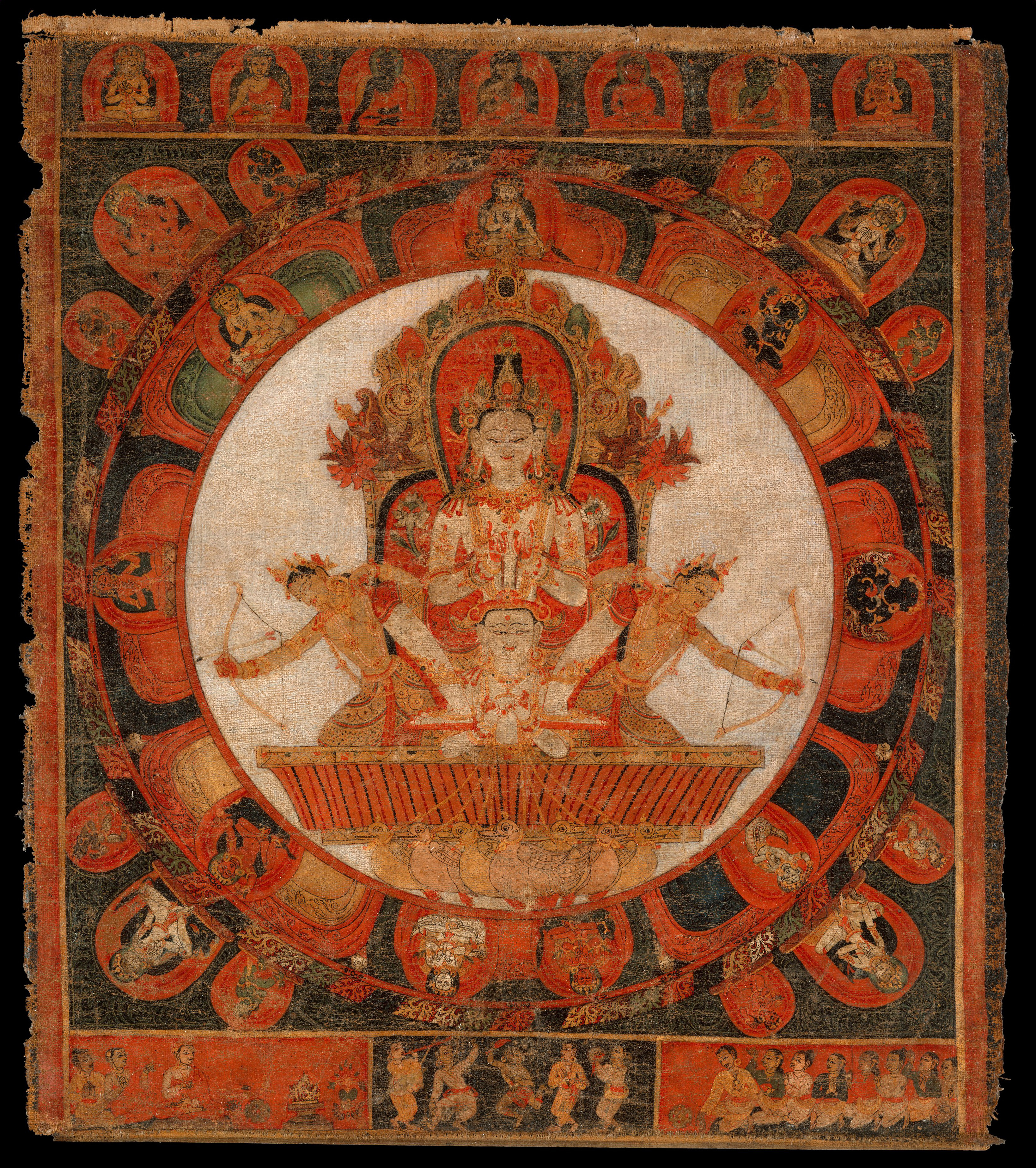
Мандала Чандры, бога Луны, картина конца XIV — начала XV века.

Живопись Непала начинается с религиозных картин на индуистские и буддийские сюжеты, почти всё искусство Нева принадлежит неварцам из долины Катманду. Эти традиционные картины можно найти в виде настенных росписей, картин на ткани, называемых паубха, или рукописей. Они веками использовали консервативную технику, стиль и иконографию в своих работах.
Считается, что непальские картины подверглись западному влиянию после 1850 года благодаря работам Бхаджумана [Читракара], традиционного художника, который познакомился с западным реализмом после посещения Европы. Бхаджуман, также известный как Бхаджумача Читракар, был придворным художником Джанга Бахадура Раны, который посетил Европу в 1850 году после того, как стал премьер-министром Непала. В составе окружения нового премьер-министра Бхаджуман также посетил Париж и Лондон. Вскоре после возвращения Бхаджумана из Европы, в его картинах стало заметно влияние западного реализма, что положило начало современной тенденции. На неподписанной картине, предположительно написанной Бхаджуманом, изображен генерал Тапа в полных военных регалиях. Эта картина оставалась ключевым примером значительного отхода от устоявшейся традиционной школы непальской живописи к западной школе художественной практики. Однако недавнее открытие иллюстраций Раджа Ман Сингха Читракара (1797-1865) для его покровителя, британского резидента Брайана Хофтона Ходжсона, проливает свет на западный реализм, проникший в Непал задолго до влияния Бхаджумана Читракара на непальское искусство.

## VII — XIX века

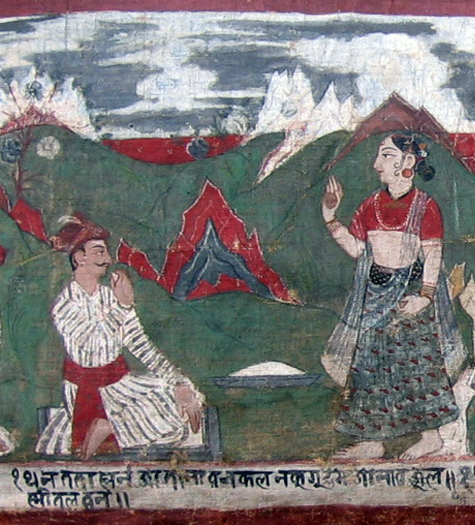
Кеш Чандра (мифический персонаж фольклора Катманду) и её сестра; изображение, датированное 1223 годом нашей эры.

Живопись митхила практикуется в регионе Митхила в Непале и Индии. Эта традиция восходит к VII веку нашей эры. Роспись Митхилы выполняется веточками, пальцами, натуральными красками и пигментами. Художники изображают природные объекты, такие как солнце, луна, а также божеств из мифологических эпосов, королевские дворы и свадьбы. Исследователи обнаружили в пещерах района Мустанг много образцов буддийского искусства, датируемого XII веком или ранее. Стиль, техника, материалы и тематика росписи различались в зависимости от этнического происхождения художников. Художники из неварского сообщества сделали большинство картин, иллюстрирующих буддийские рукописи и обложки книг, а также религиозные картины на ткани. Художники-неварцы были известны во всей Азии высоким качеством своей работы. Стиль неварской живописи «бери» был известен в Тибете. Бери был принят в качестве универсального стиля живописи Тибета в XIV веке.

## 1900—1950
Значительное вхождение западной школы художественной практики в непальскую живопись заметно только после возвращения в конце 1920-х годов двух молодых художников Теджа Бахадура Читракара (1898–1971) и Чандра Ман Сингха Маски. Они оба поступили в Государственную художественную школу в Калькутте, чтобы научиться рисовать, наблюдая за жизнью и природой — концепция тональных эффектов, цветов и, самое главное, применение и использование современных красок, таких как масло, вода, уголь, пастель и т. д. Очень немногие работы Чандры Ман Сингха Маски доступны для публики. Однако публикация книги о Тедже Бахадуре Читракаре — иконы перехода, написанной его наследником Маданом Читракаром в 2004 году, и грандиозная посмертная ретроспектива Теджа Бахадура Читракара «Образы жизни: историческая перспектива», организованной Художественной галереей Сиддхартхи в 2005 году подчеркнули его вклад в развитие непальской живописи. Тедж Бахадур Читракар сыграл важную роль, практикуя как традиционное непальское искусство, так и западные способы рисования. Его с любовью вспоминают как преданного учителя, который делился своими знаниями со многими начинающими художниками своего времени. Под опекой Теджа Бахадура Дил Бахадур Читракар разбирался в различных красках, особенно в пастельных техниках, в то время как Амар Читракар стал экспертом по акварели и маслу и стал одним из любимых непальских художников.

## 1950—1990
Достижения Лейн Сингха Бангдела (1919–2002) в 1961 году знаменуют собой введение современного искусства в Непале. Он привёз с собой знакомство с движениями современного искусства из Парижа в страну, которая медленно открывалась миру только после 1950-х годов. Под покровительством короля Махендры Лейн Сингх Бангдел представил непальской публике абстрактное искусство. В 1972 году король Бирендра назначил его академиком Королевской академии Непала. Важным для современного непальского искусства также являются работы непальского художника Лаксмана Шресты (1939), в настоящее время проживающего в Мумбаи.
Джуддха Кала Патшала был единственным институтом, где в этот период формально преподавали искусство. Многие молодые энтузиасты выбрали Индию для изучения искусства в рамках различных стипендиальных программ. После возвращения молодых художников, таких как Уттам Непали, Манудж Бабу Мишра, Шаши Бикрам Шах, Батса Гопал Байдхья, Кришна Манандхар, Рама Нанда Джоши, Тхакур Прасад Майнали, Дипак Шимхада, Сушма Шимхада, Прамила Гири, Индра Прадхан, Карна Нарсингх Рана, К.К. Кармачарья, Шаши Кала Тивари, непальское искусство перешло в коллективную современную фазу. Такие художники, как Киран Манандхар, первый ректор Непальской академии изящных искусств, Карна Маскей, Рагини Упадхьяй, Ума Шанкар Шах, Прамеш Адхикари, Ювак Туладхар, Бирендра Пратап Сингх, Сурендра Бхаттараи, Шарад Ранджит преуспели как молодое и энергичное поколение в 1980-х годах. За пределами Катманду Дурга Барал известен своим вкладом как политический карикатурист и художник в Покхаре.